# Myopa buccata
Myopa buccata là một loài ruồi thuộc chi Myopa trong họ Conopidae. Their larvae are endoparasites of bumble bees thuộc chi Bombus. Nó có mặt ở khắp much của châu Âu.